# Mr. Bungle
Mr. Bungle és un grup de música experimental nord-americà format l'any 1985, quan els seus integrants es trobaven en la secundària, i el nom prové del personatge d'un curt educacional.
Mr. Bungle va publicar quatre demos abans de signar amb la discogràfica Warner Bros Records, amb la qual van treure tres àlbums d'estudi entre 1991 i 1999. El grup va estar de gira de promoció del seu últim disc l'any 2000, i el 2004 es van separar oficialment. Tot i que Mr. Bungle al començament va passar per diversos canvis, els seus membres més permanents van ser el vocalista Mike Patton, el guitarrista Trey Spruance, el baixista Trevor Dunn, el saxofonista Clinton «Bär» McKinnon i el bateria Danny Heifetz.
Mr. Bungle va ser conegut pels seus distintius trets musicals, que executaven diversos estils en una sola cançó. Moltes de les quals tenien una estructura poc convencional, utilitzant una àmplia gamma d'instruments. També, en alguns concerts, els seus integrants apareixien disfressats, i sovint interpretaven diverses versions del mateix tema. Durant la dècada dels noranta, es van intensificar una sèrie de disputes amb el vocalista de Red Hot Chili Peppers, Anthony Kiedis, on Kiedis va treure Mr. Bungle d'una sèrie de grans festivals d'Europa i Austràlia.
Malgrat signar amb un important segell discogràfic, el grup mai no ha tingut èxit comercial, i només va treure un videoclip. No obstant això, Mr. Bungle va ser aclamat per la crítica, Allmusic es va referir a ells com «estan entre els instrumentalistes amb més talent».
L'agost del 2019, Patton, Spruance i Dunn van confirmar una sèrie de concerts als Estats Units per al mes de febrer de 2020, específicament a les ciutats de Los Angeles, San Francisco i Nova York. Per complementar el concert s'uneixen Scott Ian, d'Anthrax, i Dave Lombardo, ex-bateria de Slayer. Es presenta la demo produïda l'any 1986 The Raging Wrath Of The Easter Bunny.

## Història

### Primers anys (1985-1990)
Mr. Bungle es va formar el 1985, a Eureka, Califòrnia, quan els seus integrants encara eren en la secundària. El grup estava compost inicialment per Mike Patton, Trevor Dunn, Trey Spruance, Theo Lengyel i Jed Watts. Watts va ser substituït posteriorment per Hans Wagner, i després per Danny Heifetz, mentre que el 1989 es va unir Clinton «Bär» McKinnon. El nom del grup va ser inspirat de «Lunchroom Manners», una pel·lícula educacional per a nens dels anys seixanta. Un titella anomenat Mr. Bungle era el personatge principal i es va usar per ensenyar als nens bons modals i higiene.
Poc després de la formació, la primera demo de la banda, The Raging Wrath of the Easter Bunny, va ser enregistrat durant la Setmana Santa del 1986, amb un so més proper al death metal i al hardcore punk, en l'enregistrament també es va usar saxofon, bongos, i una corneta. El 1987 van llançar la seva segona demo Bowel of Chiley; en aquesta incorporen diferents estils, com ska, swing i funk. Bradley Torreano va assenyalar en Allmusic que l'enregistrament va ser «essencialment el so d'uns adolescents amb molt talent tractant de fer que el seu amor pel jazz i pel ska s'uneixin tant com puguin». El 1988 van publicar la seva tercera demo, Goddammit I Love America!, que va anar musicalment més propera a Bowel of Chiley. La quarta i darrera demo va ser «OU818», publicada el 1989, va ser la primera en què va aparèixer el saxofonista Clinton «Bär» McKinnon i el bateria Danny Heifetz. El 1989, Mike Patton es va convertir en el vocalista principal de Faith No More, després que Jim Martin, llavors guitarrista de la banda, el va escoltar en una demo de Mr. Bungle. Patton va ser membre de les dues bandes simultàniament. Després de tenir un seguiment establert a Califòrnia, Mr. Bungle va signar amb Warner Bros. Records.

### Àlbum debut (1991–1994)
L'àlbum debut de Mr. Bungle, va ser produït per John Zorn i va ser llançat el 13 d'agost de 1991. L'àlbum va ser batejat per la crítica com funk metall. El disc va tenir crítiques positives, Steve Huey va escriure en Allmusic «Mr. Bungle és vertiginós i desconcertant, concerts esquizofrènics a través de gairebé qualsevol estil que el grup pensa, saltant d'un gènere a un altre, sense rima o raó aparent, fins i tot fent-ho diverses vegades en una cançó». També va comentar que «està fora de focus» i que és «un disc no gaire accessible».
La primera cançó va ser anomenada originalment «Travolta», no obstant això, l'actor John Travolta en desacord amb aquest títol, va amenaçar a emprendre accions legals. El nom finalment va ser canviat a «Quote Unquote»; la banda va crear un vídeo musical d'aquesta cançó, però MTV es va negar a emetre'l, a causa de les imatges dels cossos penjant de ganxos de carn. Malgrat això i de la falta de difusió radial, l'àlbum es va vendre bé. Després del llançament, la banda va fer gira per tot Nord-amèrica.

### Disco Volante(1995 - 1998)
Per causa dels retards en la portada i pels projectes paral·lels dels integrants, Disco Volante no va sortir fins a l'octubre del 1995. L'àlbum mostra un desenvolupament musical i un canvi en el to dels seus enregistraments anteriors. Mentre que el seu disc homònim va ser descrit com més proper al funk metal, amb Disco Volante es van etiquetar com un grup avant-garde o experimental.
La música era complexa i impredictible, mentre el grup continuava amb els seus canvis d'estil musical. Algunes cançons eren en altres idiomes i canviaven radicalment de gènere enmig de la peça. Amb temàtiques sobre abús infantil, la mort, suïcidi, juntament amb cançons infantils, i una peça techno del Mitjà Orient, el crític musical Greg Prato va dir que l'àlbum tenia «un estil totalment original i nou que no recorda a res del que existeix en l'actualitat». No obstant això, no tots els crítics pensaven així, Washington Post va dir «Mr. Bungle mostren les seves influències de la música clàssica contemporània i jazz, passatges difícils que són tècnicament impressionants, però que semblen no anar cap enlloc». Disco Volante inclou influències de la música clàssica contemporània, avant-garde jazz, així com de música electrònica Pierre Henry, John Zorn, Frank Zappa, Penderecki, i la música de cinema europeu dels anys 1960 i 1970, tals com les compostes per Ennio Morricone i Peter Thomas.
El 1996, Theo Lengyel es va retirar com a saxofonista original i teclista del grup, a causa de diferències creatives.

### Californiai dissolució (1999 - 2000)
Després d'una pausa de quatre anys, el tercer disc de la banda, California, va sortir el 13 de juliol de 1999. Les entrevistes de Ground i Sky van descriure California com el disc més accessible Mr. Bungle, i si bé els canvis de gènere segueixen presents, són una mica menys freqüents. Sobre l'estil del disc, Mike Patton va dir que per al grup aquest era «pop», després va dir «però algun maleït fan de No Doubt a Ohio, no s'ho empassa". L'àlbum va ser en general ben rebut.
El procés d'enregistrament de California va ser més complex que en els anteriors. Es va gravar amb cinta analògica i no digital, i algunes cançons requerien més de 24 pistes. Com a resultat, cada cançó conté parts de mostres originals, teclats, percussions i melodies. L'àlbum mostra influències de Burt Bacharach fins a The Beach Boys, amb una fusió de pop, jazz, funk, rock, música de Hawái, del Mig Orient, i avant-garde. L'any 2000, la banda es va separar a causa que els seus integrants volien centrar-se en els seus projectes paral·lels. El seu darrer concert va ser el 9 de setembre del mateix any a Nottingham, Anglaterra.

## Estil i influències

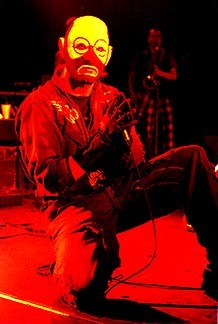
Mike Patton disfressat durant un concert el 1991

Greg Prato de Allmusic, va descriure la música de Mr. Bungle com «una barreja única de l'experimental, l'abstracte i l'absurd», mentre que Patrick Macdonald de The Seattle Times caracteritza la seva música com «dura, no estructurada, ràpida, lenta, misteriosa i atractiva de manera estranya». La característica distintiva en la seva música va ser sobretot l'ús de nombrosos instruments, veus inusuals, i l'ús de formats de cançons impredictibles, juntament amb innombrables gèneres musicals diferents. La majoria de la música i lletres van ser escrites per Mike Patton, Dunn i Spruance, amb McKinnon i Heifetz ocasionalment contribuents. Mr. Bungle freqüentment incorporen instruments poc convencionals en la seva música, com saxo tenor, guimbarda, címbalo, xilòfon, clarinet, glockenspiel, ocarina, piano, òrgan, bongos i sampler. Alguns dels gèneres que van utilitzar van ser funk, jazz, surf rock, punk, klezmer, ska, kecak, folk, heavy metall, pop, noise, doo-wop, electrònica, swing, space age pop, death metall, bossa nova, rock progressiu, country and western, música de circ, i fins i tot música de videojocs i dibuixos animats.
Entre les seves influències es troba Fulano, The Residents, Devo, Ennio Morricone, John Zorn, Burt Bacharach, Sammy Davis, Jr., Roxy Music, Queen, Dead Kennedys, Frank Zappa, Oingo Boingo, entre d'altres.

## Discografia
- 1986 - The Raging Wrath of the Easter Bunny (Demo)
- 1987 - Bowel Of Chiley (Demo)
- 1988 - Goddammit I Love America! (Demo)
- 1989 - OU818 (Demo)
- 1991 - Mr. Bungle
- 1995 - Disco Volante
- 1999 - California